# Servius Sulpicius Camerinus
Servius Sulpicius Camerinus est un homme politique sous la République romaine, de la gens patricienne des Sulpicii. Il est le fils de Quintus Sulpicius Camerinus Cornutus (tribun militaire à pouvoir consulaire en 402 et 398 av. J.-C.).
- En 393 av. J.-C., il est consul. Avec les patriciens, il s'oppose aux tribuns de la plèbe sur le projet de loi de transférer la population de Rome à Véies, qui venait d'être conquise[1].
- En 391 av. J.-C., après une disette et une épidémie qui provoque le décès de plusieurs magistrats, le Sénat décide de faire élire des tribuns militaires à pouvoir consulaire, en plus grand nombre que les consuls, afin que l'Etat ne soit pas privé de direction. Camerinus  est élu avec cinq autres collègues (ou seulement trois autres selon Diodore[2]). Il mène une expédition militaire contre la ville de Sapinum, dont il pille le territoire[3].
- En 387 av. J.-C., il est désigné interroi par M. Manlius Capitolinus, et désigne à son tour L. Valérius Potitus, qui organise la tenue des élections[4].